# Pseudowhiteleggia typica
Pseudowhiteleggia typica is een naaldkreeftjessoort uit de familie van de Whiteleggiidae. De wetenschappelijke naam van de soort is voor het eerst geldig gepubliceerd in 1970 door Lang.